# Ловачёв, Сергей Владимирович
Серге́й Влади́мирович Ловачёв (род. 18 мая 1959, Петровск-Забайкальский, Читинская область) — советский легкоатлет, чемпион мира в эстафете 4×400 метров. Заслуженный мастер спорта СССР (1983).

## Карьера
На чемпионате мира 1983 года вместе с Александром Трощило, Николаем Чернецким и Виктором Маркиным завоевал золотую медаль в эстафете 4×400 метров.
На чемпионате Европы в помещении 1984 года стал победителем на дистанции 400 метров.
Результат, показанный на дистанции 400 метров 22 июня 1984 года в Киеве, является национальным рекордом Узбекистана.